# 能量过渡计划
德國的能源轉型（德語：Energiewende in Deutschland）是指德國將現有的化石燃料和核能係統轉變為以德国的可再生能源為基礎的可持續性係統的努力。德國的做法與許多其他國家的能源轉型不同，它起源於1970年代和1980年代對核能使用的反對，而氣候變化緩解只是在1990年代才被列為核心動機。因此，自2000年左右開始的可再生能源大規模擴張也被用來關閉核電廠，而不僅僅是減少化石燃料發電。
最終目標是是用可再生能源取代煤炭等不可再生能源。可再生能源包括風能、水能、太陽能（光熱，光電）、地熱能和潮汐能等。這些德国的可再生能源將替代化石燃料及核燃料等的不可再生能源。

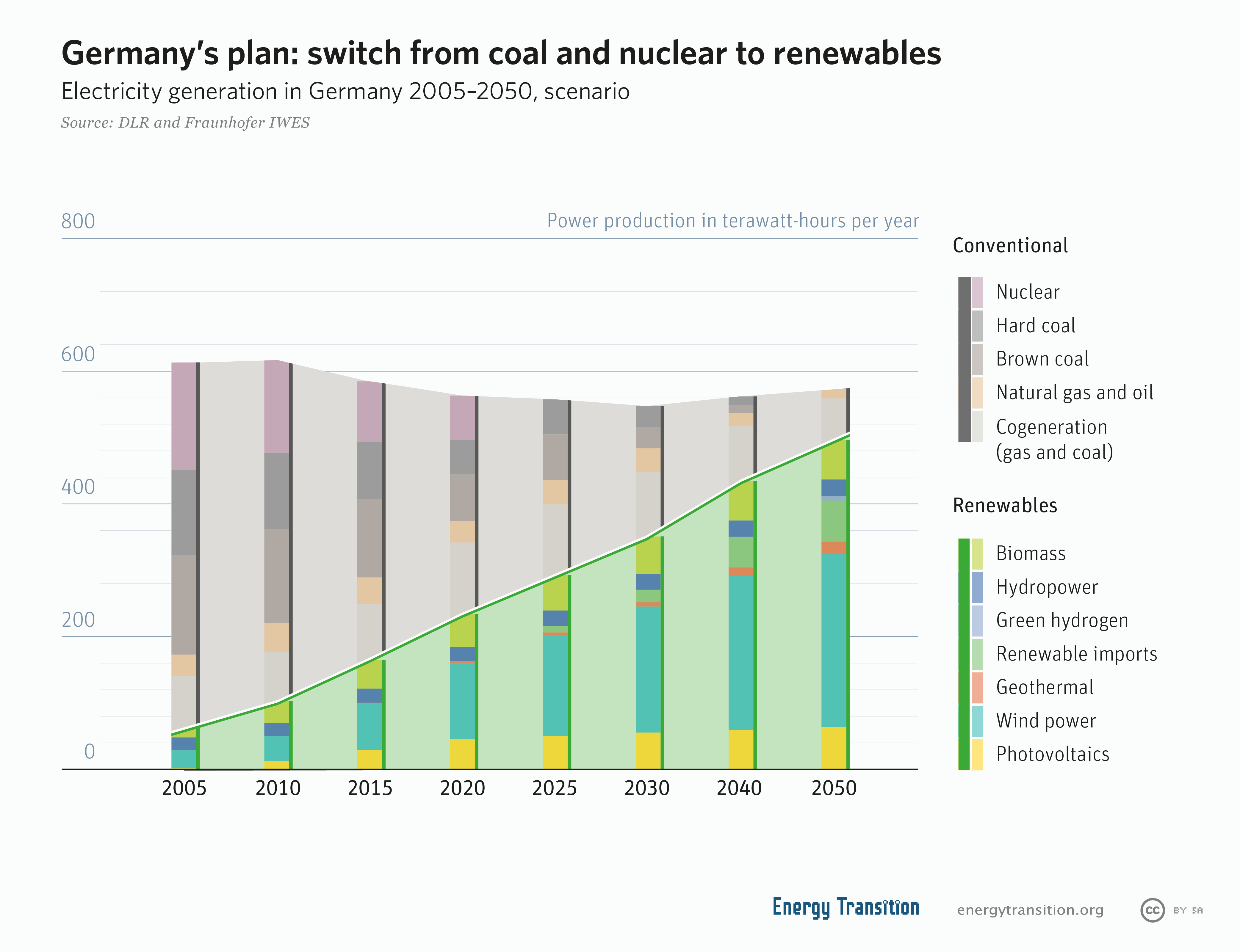
2012年起德國的能源轉型方案

2010年代末，德國的（褐）煤的使用量開始大幅下降，因此排放量也開始下降。

2010年底，德國通過了支持"德國能源政策" (Energiewende)的立法，其中包括到2050年將溫室氣體排放量減少80-95%（與1990 年相比），以及到2050年德国的可再生能源佔比達到60%的目標。 在引入該計劃之前，德國已在溫室氣體減排目標方面取得了進展，在 1990 年至 2014 年期間實現了27%的減排。德國需要保持每年3.5%的平均溫室氣體減排率，才能實現其德國能源轉型 (Energiewende) 目標，相當於歷史最高值。由於大量使用煤炭和化石天然氣，德國的能源結構具有較高的CO2強度。

## 参阅
- 德国的可再生能源
- 德国风力发电